# Speleomantes italicus
Speleomantes italicus — вид хвостатих земноводних родини безлегеневих саламандр (Plethodontidae).

## Опис
Тіло завдовжки 10-12,5 см. Хвіст короткий. Голова широка з виступаючими очима. Між ніздрями і краєм губ є чіткий паз. Тіло чорне з червоними та жовтими плямами. Черево темне. Пальці на лапах короткі, з перетинками. Морда округла і тупа. Іноді утворює гібриди з Speleomantes ambrosii.

## Поширення
Ендемік Італії. Поширений у Північних та Центральних Апеннінах від провінцій Реджо-Емілія (Емілія-Романья) та Лукка (Тоскана) на південь до провінції Пескара (Абруццо). У гори піднімається до 1600 м над рівнем моря.

## Спосіб життя
Саламандра трапляється у вологих тінистих місцях, у тріщинах скель, між камінням, під лежачими деревами. Плаває погано. Дихає через шкіру. Живиться дрібними комахами та павуками. Спаровування відбувається на суші. Під час шлюбного танцю самець відкладає сперматофор на землю, самиця захоплює його і запліднення відбувається в її клоаці. Згодом самиця відкладає 5-15 яєць у нірку і охороняє їх там. Інкубація 6-11 місяців.